# Limnodynastes
A Limnodynastes a kétéltűek osztályának békák (Anura) rendjébe és a mocsárjáróbéka-félék (Limnodynastidae) családjába tartozó nem. 

## Elterjedése
A nembe tartozó fajok Ausztráliában és Új-Guinea déli részén honosak.

## Rendszerezés
A nembe az alábbi fajok tartoznak:
- Limnodynastes convexiusculus (Macleay, 1878)
- Limnodynastes depressus Tyler, 1976
- Limnodynastes dorsalis (Gray, 1841)
- Limnodynastes dumerilii Peters, 1863
- Limnodynastes fletcheri Boulenger, 1888
- Limnodynastes interioris Fry, 1913
- Limnodynastes lignarius (Tyler, Martin & Davies, 1979)
- Barnacsíkos mocsárjáróbéka (Limnodynastes peronii) (Duméril & Bibron, 1841)
- Limnodynastes salmini Steindachner, 1867
- Limnodynastes tasmaniensis Günther, 1858
- Limnodynastes terraereginae Fry, 1915